# HMS Neptune (1909)
El HMS Neptune fue un acorazado de la Royal Navy tipo dreadnought, que debería haber sido el líder de los tres buques que compondrían la clase Neptune (la anterior era la St. Vincent), pero que tras aumentar el espesor del blindaje de los otros dos buques, pasaron a ser reclasificados por sus diferencias como clase Colossus, mientras que el HMS Neptune, quedó como un buque único en su clase.

## Diseño
Fue el primer acorazado de la Royal Navy con una configuración de las torres de su artillería principal distinta a la del HMS Dreadnought. Tenía dos de sus torres situadas en diagonal sobre la línea de crujía, pero podía disparar todas sus armas principales a una banda, aunque en la práctica, la onda expansiva de estas dos torres, podían dañar las superestructuras y los botes sobre los que disparaba, haciendo que no se usara esta capacidad, excepto en casos de emergencia. 
Sin embargo, el escalonamiento de las torres laterales, incremento la longitud del casco en 3 m en comparación con la anterior clase St. Vincent.
Para conseguir la nueva disposición de armamento, con un tan pequeño incremento del casco, se tuvo que recurrir a superponer las torres (en inglés superfiring). Fue el primer buque de la Royal Navy con armas superpuestas (el primero del mundo en tenerlas, fue el acorazado norteamericano, USS South Carolina, botado en 1908). Sin embargo, las dos torres sobreelevadas, no podían disparar directamente sobre las torres que tenían debajo (un ángulo de 30 grados sobre las mismas), ya que la onda expansiva, podía dañarlas.
Otro importante ahorro en la longitud de su eslora, se logró situando los botes salvavidas en una pequeña cubierta en voladizo sobre las torres elevadas. Aunque esto, tenía el inconveniente, de que si el voladizo, era dañado durante el combate, podía caer sobre la torre, dejándola inmovilizada. El puente, fue instalado sobre una torre de mando, la cual corría el mismo riesgo de quedar ciega si el puente se colapsaba.
Fue uno de los primeros acorazados en disponer desde su construcción de control de dirección de tiro, que fue usada ya en sus pruebas, cuando aún era un sistema novedoso.

## Historial de servicio

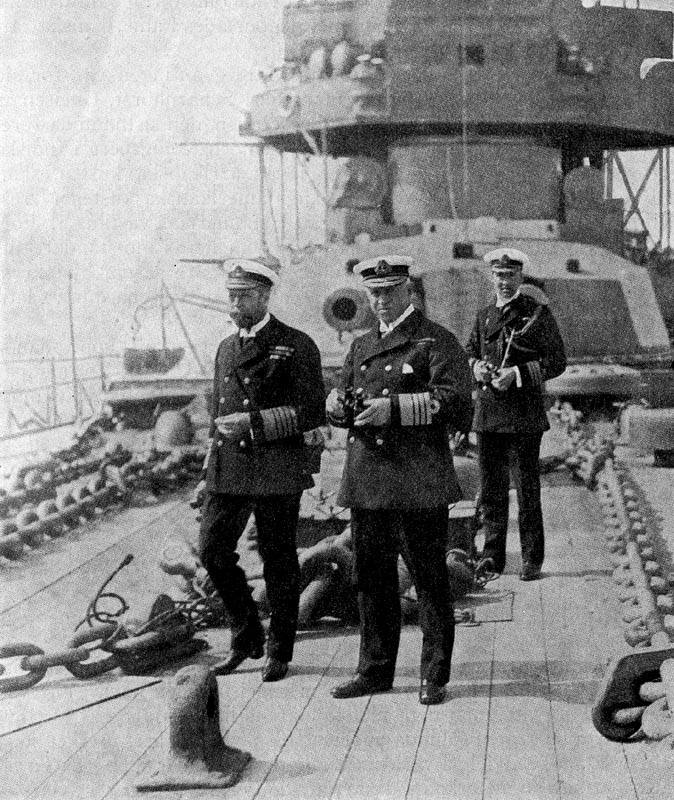
Jorge V y el almirante Callaghan a bordo del HMS Neptune.

Fue buque insignia de la Home Fleet desde mayo de 1911 hasta mayo de 1912 cuando fue transferido a la primera escuadra de combate, donde permaneció hasta junio de 1916, justo tras la Batalla de Jutlandia. Chocó accidentalmente con el SS Needvaal en abril de 1916, pero no hubo daños serios en ninguno de los dos buques.
Estuvo presente en la Batalla de Jutlandia , como parte de la flota del almirante Jellicoe. Solamente disparó 48 proyectiles de 300 mm (12”) pero entre ellos, estaban algunos impactos sobre el crucero de batalla alemán Lützow.
Tras la guerra, fue rápidamente transferido a la Flota de Reserva, y posteriormente, fue desguazado.